# Patellapis trifilosa
Patellapis trifilosa är en biart som först beskrevs av Cockerell 1945.  Patellapis trifilosa ingår i släktet Patellapis och familjen vägbin. Inga underarter finns listade i Catalogue of Life.